# Suzanne Whang
Suzanne Whang (Arlington megye, Virginia, 1962. szeptember 28. – Los Angeles, Kalifornia, 2019. szeptember 17.) amerikai színésznő.

## Filmjei
Mozifilmek
- A Matter of Degrees (1990)
- Jöttem, láttam, beköltöztem (HouseSitter) (1992)
- Melvin Goes to Dinner (2003)
- Constantine – A démonvadász (Constantine) (2005)
- Lányok a pácban (Material Girls) (2006)
- Twice as Dead (2009)
- Son of Morning (2011)
- The Widow's Mark (2014)
- A Weekend with the Family (2016)
- Til Death Do Us Part (2017)

Tv-filmek
- A tökéletes férj (The Perfect Husband: The Laci Peterson Story) (2004)
- A sötétség köre (Ring of Darkness) (2004)

Tv-sorozatok
- V.I.P. – Több, mint testőr (V.I.P.) (1999, egy epizódban)
- Országutak őrangyala (18 Wheels of Justice) (2000–2001, két epizódban)
- New York rendőrei (NYPD Blue) (2001, egy epizódban)
- Mrs. Klinika (Strong Medicine) (2002, egy epizódban)
- Gyilkossági csoport (Robbery Homicide Division) (2002, egy epizódban)
- Ügyvédek (The Practice) (2002, egy epizódban)
- Szívem csücskei (Still Standing) (2004, egy epizódban)
- Két pasi – meg egy kicsi (Two and a Half Men) (2005, egy epizódban)
- Kés/Alatt (Nip/Tuck) (2005, egy epizódban)
- Las Vegas (2005–2008, 12 epizódban)
- Gyilkos elmék (Criminal Minds) (2006, egy epizódban)
- Jogi játszmák (Boston Legal) (2006, egy epizódban)
- Nemzetközi házvadászok (House Hunters International) (2006, egy epizódban)
- Nyomtalanul (Without a Trace) (2006, egy epizódban)
- Döglött akták (Cold Case) (2006, egy epizódban)
- Testvérek (Brothers & Sisters) (2006, egy epizódban)
- Élet a világ végén (House Hunters) (2007, egy epizódban)
- Az amerikai tini titkos élete (The Secret Life of the American Teenager) (2010, egy epizódban)
- Az ítélet: család (Arrested Development) (2013, egy epizódban)
- Nyugi, Charlie! (Anger Management) (2014, egy epizódban)
- Mick kell a gyereknek! (The Mick) (2017, két epizódban)